# Langenlois
Langenlois ist eine Stadt im Bezirk Krems-Land in Niederösterreich mit 7477 Einwohnern (Stand 1. Jänner 2025).

## Geographie
Langenlois liegt im südöstlichen Waldviertel am unteren Ende des Kamptales und am Fuße des Manhartsberges. Langenlois wird vom Loisbach durchflossen, der in den Kamp mündet. Die Fläche der Stadtgemeinde beträgt 67,12 km², wovon 27,25 % bewaldet sind. Die Lössböden und die günstige klimatische Lage (vom Donau-Kamptal beeinflusste Milde) bieten eine hervorragende Grundlage für den Weinbau.

### Gemeindegliederung
Das Gemeindegebiet umfasst folgende sieben Ortschaften (in Klammern Einwohnerzahl Stand 1. Jänner 2025):
- Gobelsburg (784)
- Langenlois (4766) samt Eichelbergstraße, Fahnberg und Haindorf
- Mittelberg (185) samt Neuwald
- Reith (199) samt Oberreith, Spern und Unterreith
- Schiltern (630) samt Kronsegg, Krückl, Neumühle, Neuwald und Reisert
- Zeiselberg (160)
- Zöbing (753)

Die Gemeinde besteht aus den Katastralgemeinden Gobelsburg, Haindorf, Langenlois, Mittelberg, Oberreith, Schiltern, Unterreith und Zöbing.
Die Stadtgemeinde Langenlois ist Mitglied der Kleinregion Kamptal Süd.

### Nachbargemeinden
| Gföhl und Jaidhof             | St. Leonhard am Hornerwald                  | Schönberg am Kamp             |
| Lengenfeld                    | Kompassrose, die auf Nachbargemeinden zeigt | Straß im Straßertale          |
| Krems an der Donau, Stratzing | Gedersdorf, Rohrendorf bei Krems            | Hadersdorf-Kammern, Grafenegg |

### Postleitzahlen
In der Stadtgemeinde Langenlois finden mehrere Postleitzahlen Verwendung. Bei einem Großteil der Haushalte von Langenlois sowie in den Ortschaften Gobelsburg-Zeiselberg und Mittelberg findet die Postleitzahl 3550 Verwendung. Die Orte Reith und Schiltern haben die Postleitzahl 3553. Der Ort Zöbing und ein paar Haushalte von Langenlois haben die Postleitzahl 3561.

### Klima
|                        | Jan  | Feb  | Mär  | Apr  | Mai  | Jun  | Jul  | Aug  | Sep  | Okt  | Nov  | Dez  |   |      |
| Mittl. Temperatur (°C) | −0,9 | 0,5  | 4,8  | 9,8  | 15,0 | 18,1 | 20,2 | 19,3 | 14,5 | 9,2  | 4,0  | 0,1  | ⌀ | 9,6  |
| Mittl. Tagesmax. (°C)  | 2,8  | 5,0  | 10,1 | 16,0 | 21,0 | 24,0 | 26,5 | 25,9 | 20,7 | 14,7 | 7,7  | 3,2  | ⌀ | 14,8 |
| Mittl. Tagesmin. (°C)  | −4,0 | −3,0 | 0,6  | 4,5  | 9,2  | 12,3 | 14,1 | 13,7 | 9,8  | 5,3  | 1,2  | −2,6 | ⌀ | 5,1  |
|                        |      |      |      |      |      |      |      |      |      |      |      |      |   |      |
| Niederschlag (mm)      | 17   | 17   | 29   | 31   | 62   | 79   | 69   | 73   | 47   | 28   | 25   | 22   | Σ | 499  |
|                        |      |      |      |      |      |      |      |      |      |      |      |      |   |      |
| Luftfeuchtigkeit (%)   | 70,6 | 63,4 | 54,8 | 48,9 | 50,4 | 52,7 | 50,9 | 51,1 | 55,3 | 62,7 | 72,0 | 75,7 | ⌀ | 59   |

| −4,0 |

| −3,0 |

| 0,6 |

| 4,5 |

| 9,2 |

| 12,3 |

| 14,1 |

| 13,7 |

| 9,8 |

| 5,3 |

| 1,2 |

| −2,6 |

| −4,0 |

| −3,0 |

| 0,6 |

| 4,5 |

| 9,2 |

| 12,3 |

| 14,1 |

| 13,7 |

| 9,8 |

| 5,3 |

| 1,2 |

| −2,6 |

## Geschichte
Die erste urkundliche Erwähnung erfolgte um 1081. Im Jahr 1310 erhielt der Ort das Marktrecht und 1925 das Stadtrecht.
Der Bach und die Gegend wurden von den Siedlern aus dem Norden auf Grund ihrer Empfindungen „Liubisa“, die „Liebliche“ benannt. Der Name hat wiederholt seine Form verändert. Liubes, Lewbs, Leubs, Langenleys und schließlich Langenlois.
1082 gab das Bistum Passau den Weinzehent in und um Liubisa an das Kloster Göttweig, was bereits ertragreichen Weinbau voraussetzt. 1141 schenkte Herzog Leopold dem bayrischen Stift Reichersberg zwei Lehen in Liubes und das Recht, Holz aus dem Wald zwischen Kamp und Krems zu beziehen. Der Weinbau und der „Vierzigerwald“ waren eng mit der Siedlung verbunden.
Die Siedlung war von Anbeginn aus zwei Teilen gewachsen, die sich in Baulichkeiten unterscheiden. Das „niedere Aigen“ mit den Vierzigerhäusern, Sitz der Kaufleute und Gewerbetreibenden und damit der Märkte: Kornplatz (Traidmarkt) und Holzplatz. Das „obere Aigen“ vom Anger bachaufwärts war die Weinhauersiedlung. Die beiden Aigen hatten jedes einen eigenen Richter und wurden um 1430 vereinigt. Langenlois erhielt 1310 das Marktrecht und 1346 das Recht, seine Richter selbst zu wählen. 1411 wurde der Leonhardimarkt bewilligt. 1518 wurde das Wappen verliehen und der Dorotheamarkt bewilligt.
Der Wohlstand der Bürger wirkte sich auch auf kulturellem Gebiet aus. Die Pfarrkirche zum hl. Laurentius erhielt reichlich Spenden und Stiftungen, sodass sie wiederholt vergrößert und verschönert werden konnte. Der Bürger Niklas Gfeller errichtete beim Bürgerspital die Elisabethkapelle und dotierte sie reichlich. Trotz des Elends der Kriegs- und der Nachkriegszeit bietet die Stadt heute das Bild eines aufstrebenden Gemeinwesens.
Zwischen Juli 1944 und Mai 1945 wurden in der Ziegelei von August Kargl ungarische Juden, darunter auch Frauen, als Zwangsarbeiter eingesetzt. Sie wurden am 5. Mai 1945 unter maßgeblicher Hilfestellung von Kargl befreit und vor der Deportation gerettet.

### Bevölkerungsentwicklung
| Langenlois: Einwohnerzahlen von 1869 bis 2025       | Langenlois: Einwohnerzahlen von 1869 bis 2025 | Langenlois: Einwohnerzahlen von 1869 bis 2025 | Langenlois: Einwohnerzahlen von 1869 bis 2025 | Langenlois: Einwohnerzahlen von 1869 bis 2025 |
| --------------------------------------------------- | --------------------------------------------- | --------------------------------------------- | --------------------------------------------- | --------------------------------------------- |
| Jahr                                                |                                               |                                               |                                               | Einwohner                                     |
| 1869                                                | 1869                                          |                                               | 7.057                                         | 7.057                                         |
| 1880                                                | 1880                                          |                                               | 7.211                                         | 7.211                                         |
| 1890                                                | 1890                                          |                                               | 7.285                                         | 7.285                                         |
| 1900                                                | 1900                                          |                                               | 8.059                                         | 8.059                                         |
| 1910                                                | 1910                                          |                                               | 8.456                                         | 8.456                                         |
| 1923                                                | 1923                                          |                                               | 7.495                                         | 7.495                                         |
| 1934                                                | 1934                                          |                                               | 7.497                                         | 7.497                                         |
| 1939                                                | 1939                                          |                                               | 7.243                                         | 7.243                                         |
| 1951                                                | 1951                                          |                                               | 7.606                                         | 7.606                                         |
| 1961                                                | 1961                                          |                                               | 7.260                                         | 7.260                                         |
| 1971                                                | 1971                                          |                                               | 7.071                                         | 7.071                                         |
| 1981                                                | 1981                                          |                                               | 6.443                                         | 6.443                                         |
| 1991                                                | 1991                                          |                                               | 6.367                                         | 6.367                                         |
| 2001                                                | 2001                                          |                                               | 6.875                                         | 6.875                                         |
| 2011                                                | 2011                                          |                                               | 7.392                                         | 7.392                                         |
| 2021                                                | 2021                                          |                                               | 7.483                                         | 7.483                                         |
| 2025                                                | 2025                                          |                                               | 7.477                                         | 7.477                                         |
| Quelle(n): Statistik Austria, Gebietsstand 1.1.2021 |                                               |                                               |                                               |                                               |

## Kultur und Sehenswürdigkeiten

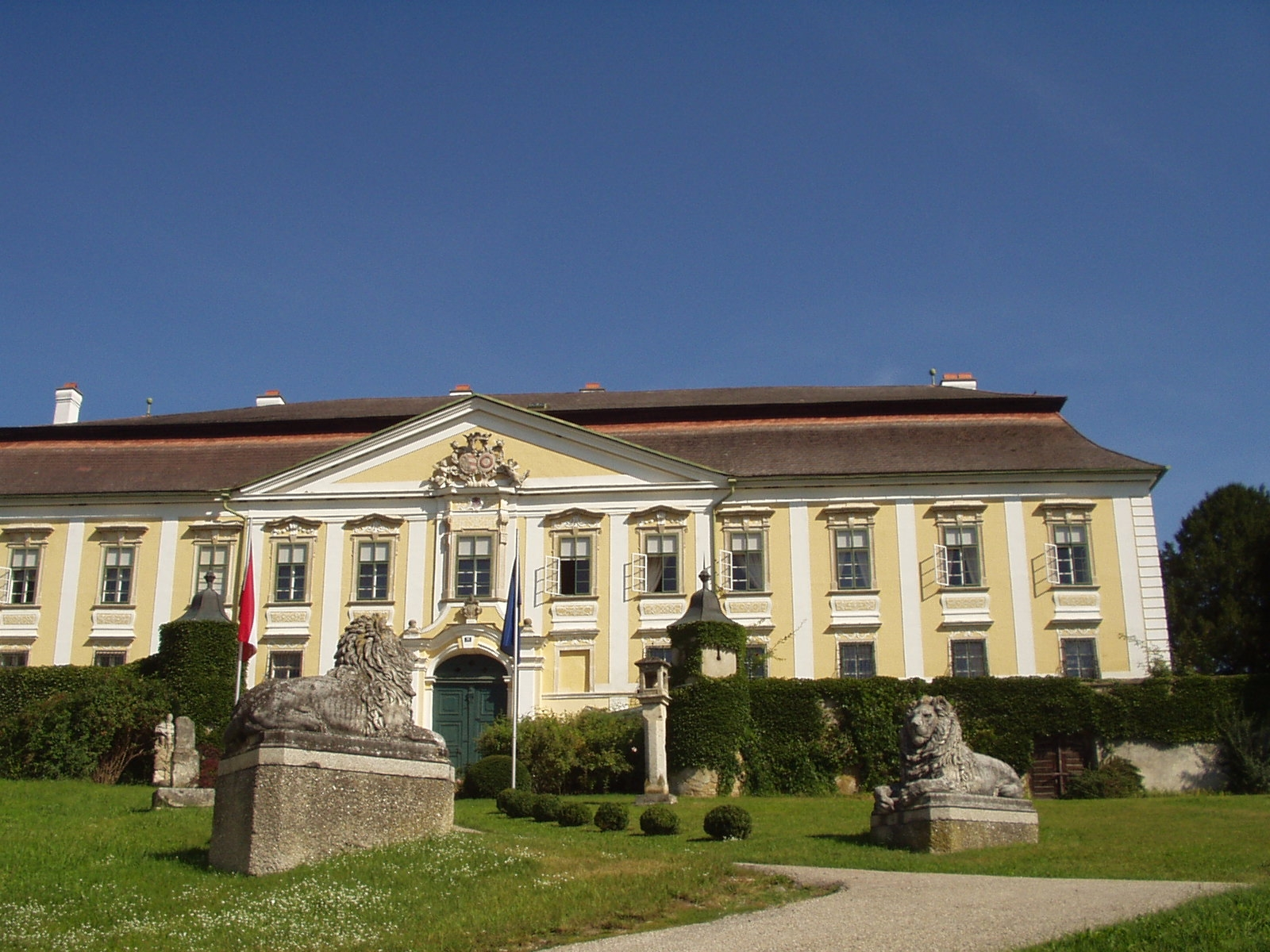
Schloss Gobelsburg

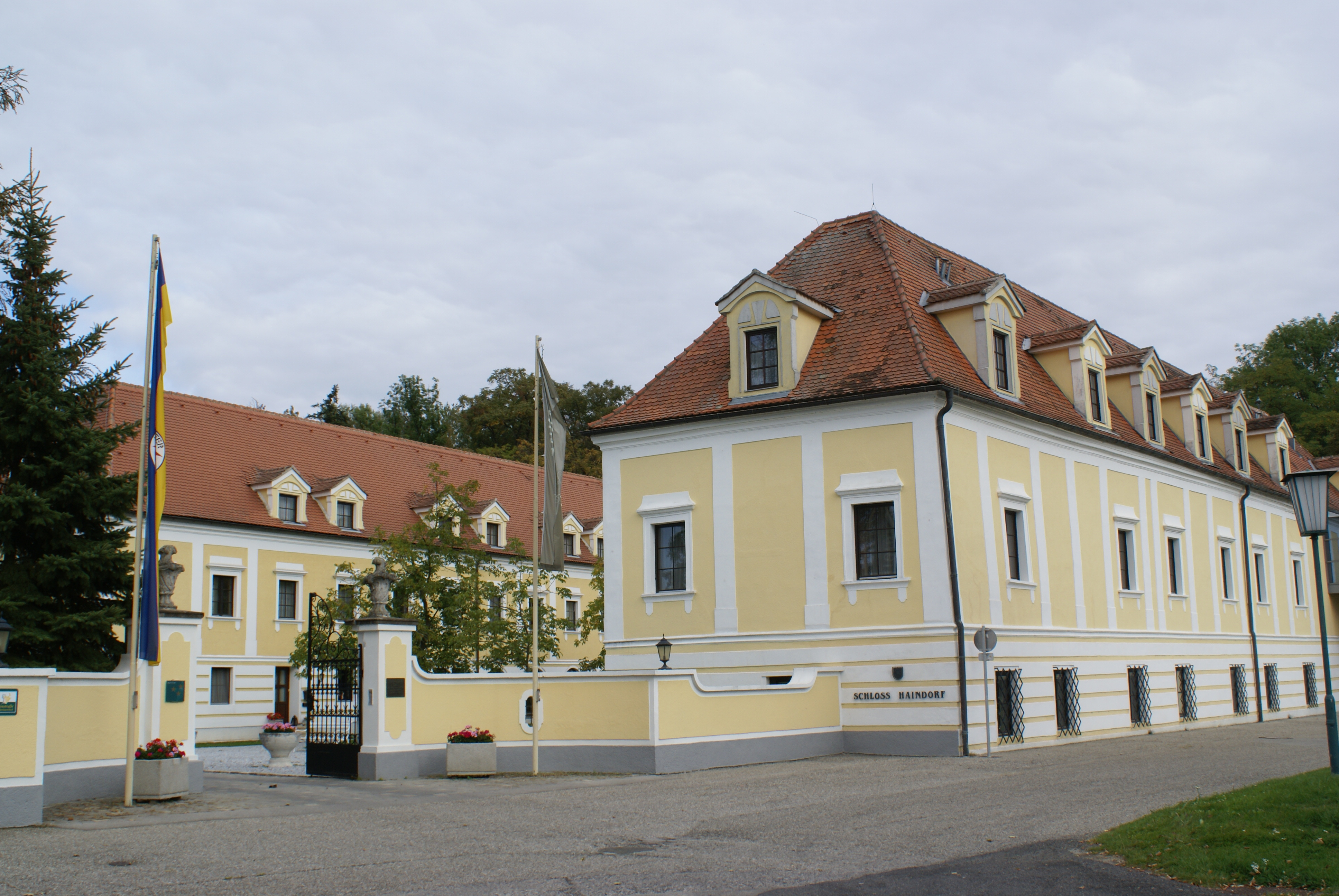
Schloss Haindorf

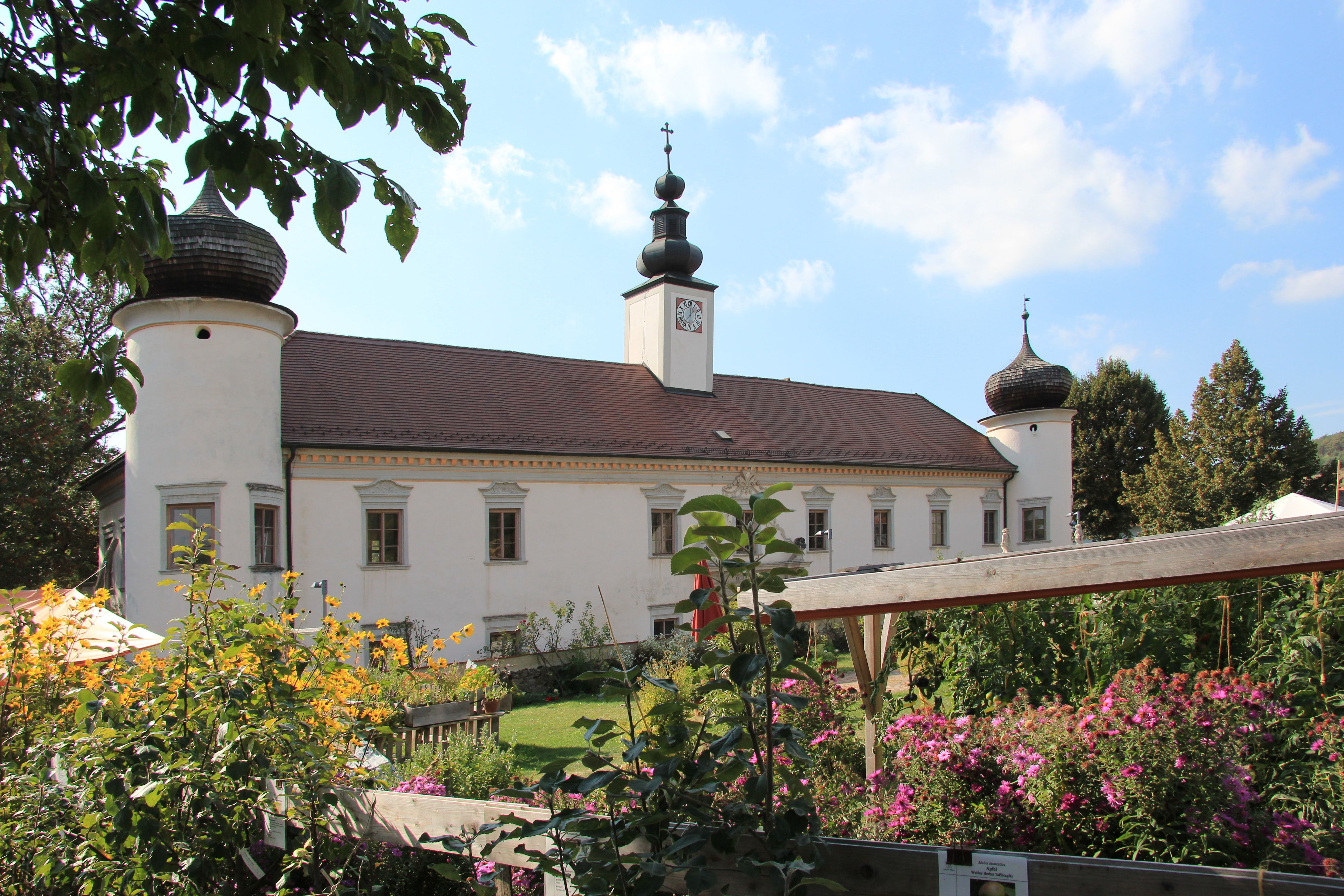
Schloss Schiltern

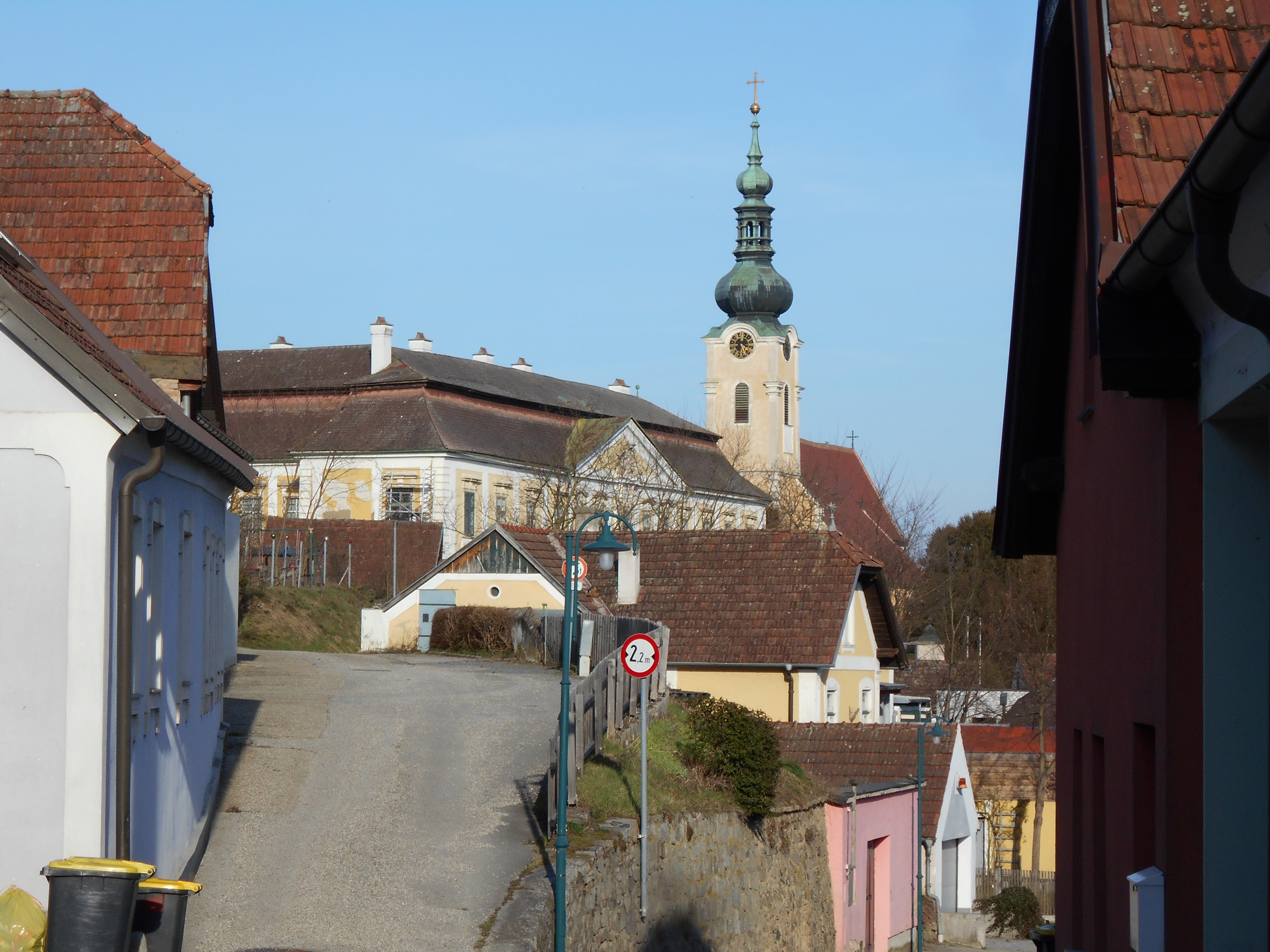
Pfarrkirche Gobelsburg

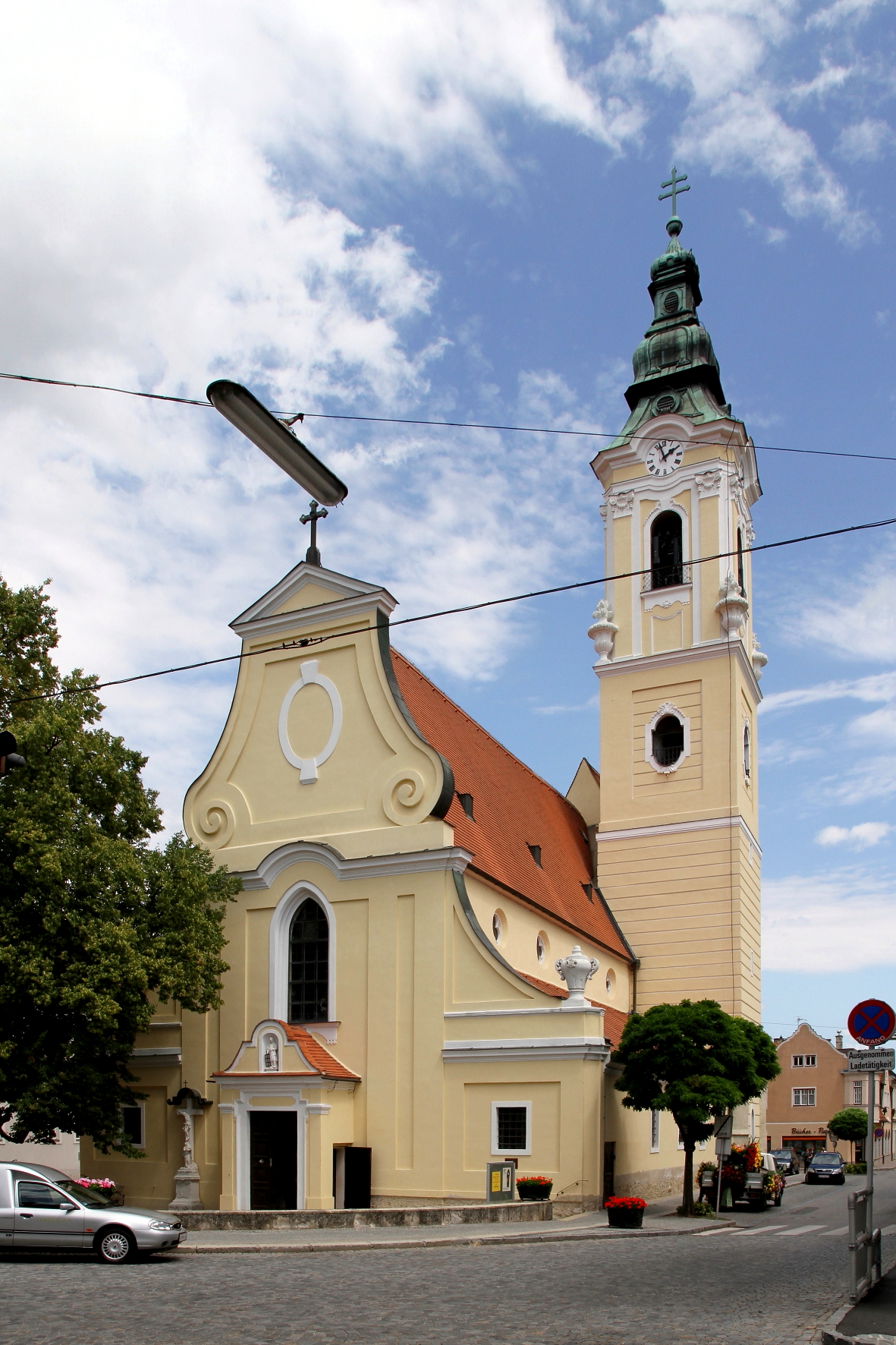
Pfarrkirche Langenlois

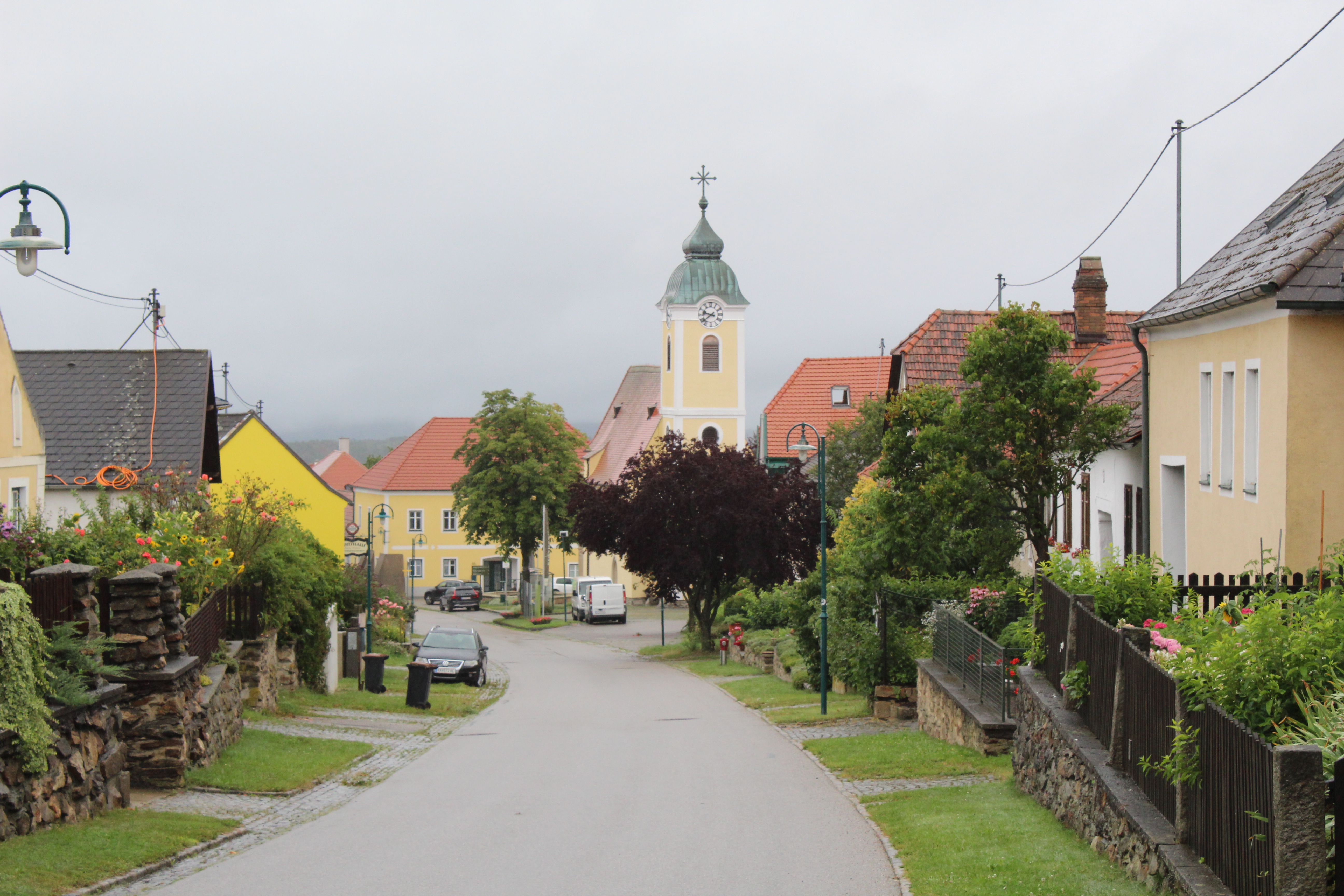
Pfarrkirche Mittelberg

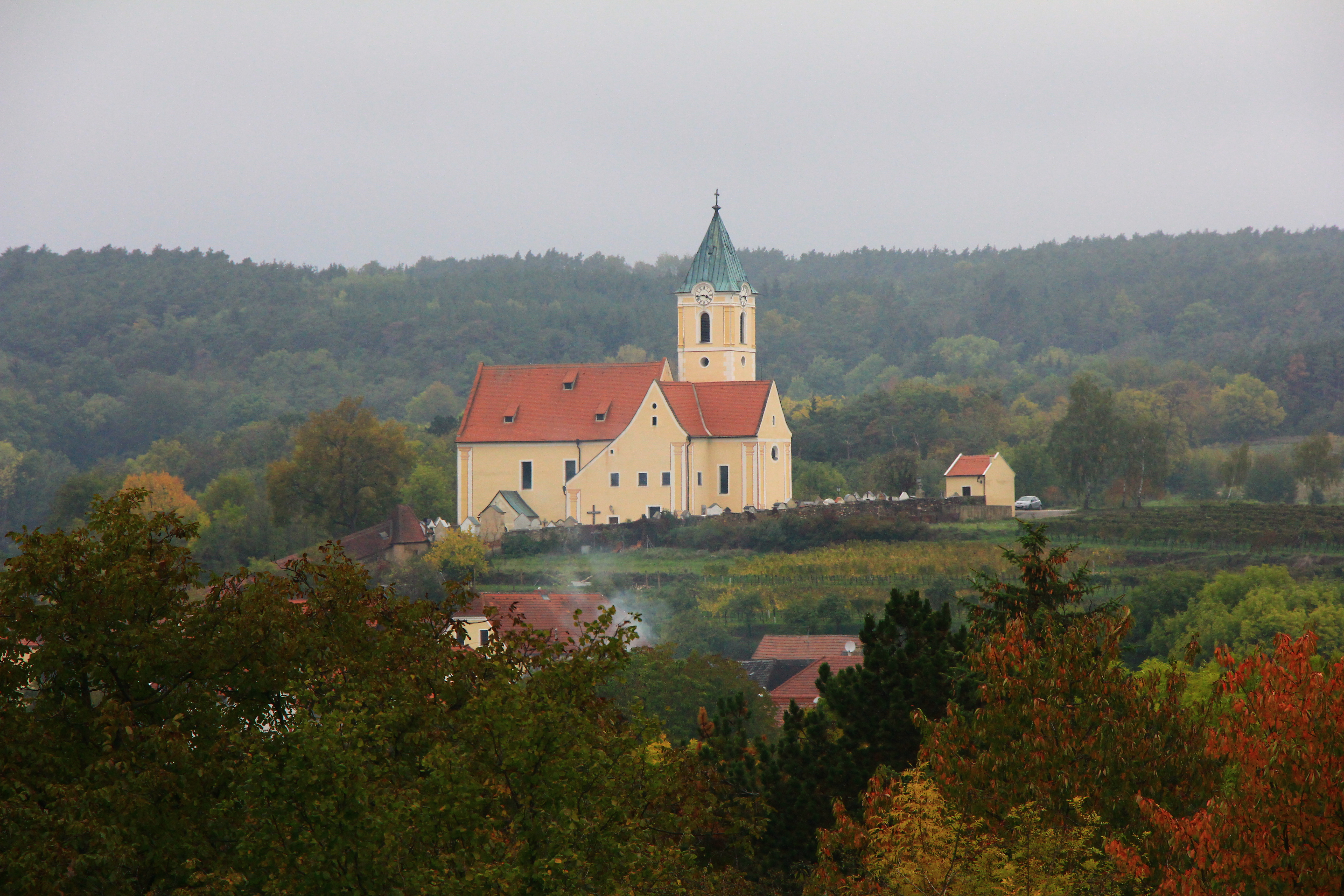
Pfarrkirche Schiltern

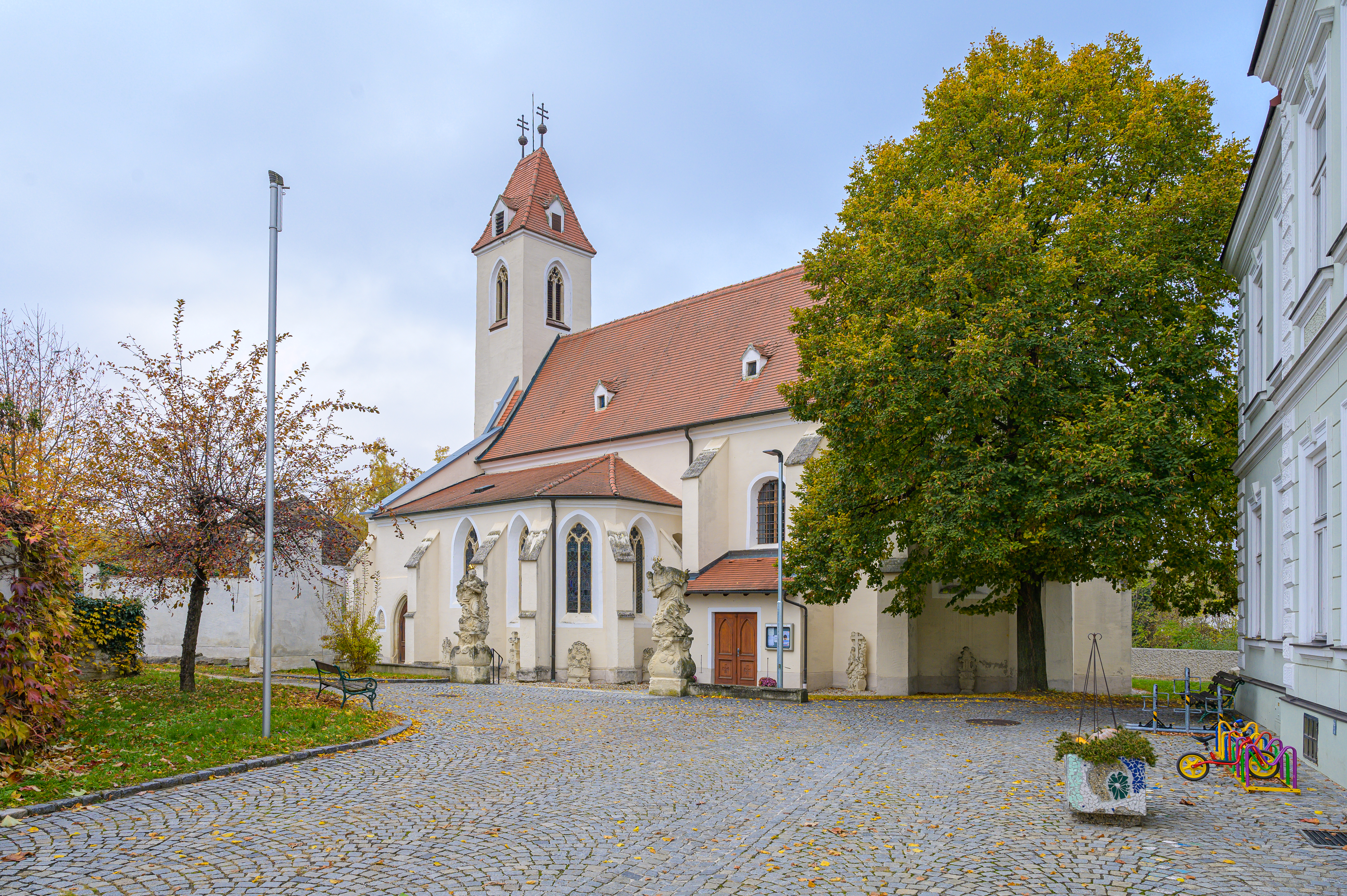
Pfarrkirche Zöbing

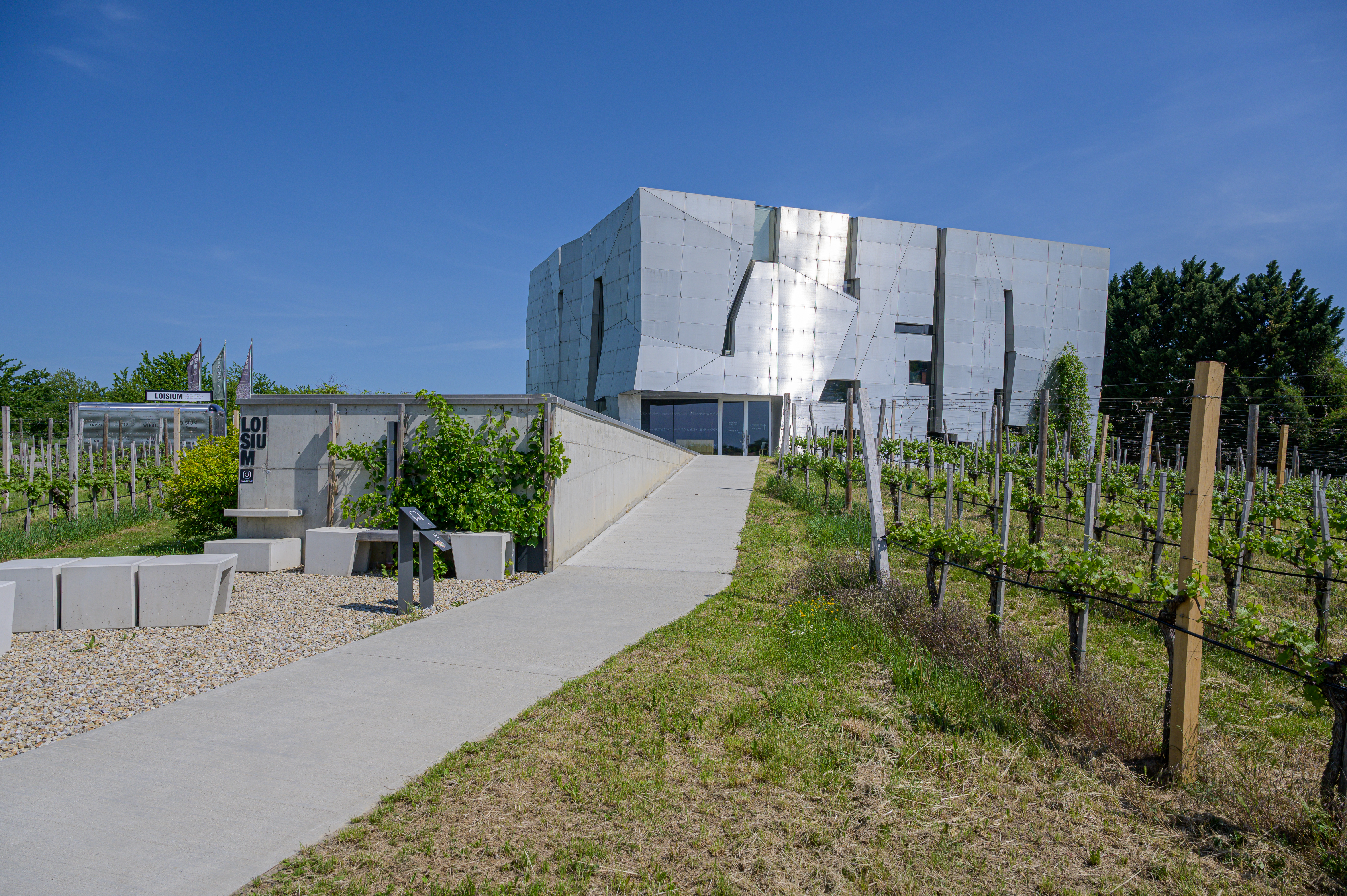
Loisium

- Schloss Gobelsburg; der Gutshof wurde 1725 zu einem herrschaftlichen Schloss ausgebaut. 1740 erwarb das Stift Zwettl das Schloss. In der Schlosskapelle befinden sich ein Deckengemälde mit der Darstellung Mariens und ein Seitenaltarbild mit der Darstellung des Hl. Bernhard des Kremser Schmidt von 1769.[3] Bis in die 1990er Jahre befand sich im Schloss eine Außenstelle des Österreichischen Museums für Volkskunde. Schloss Gobelsburg ist Sitz des Weinguts Schloss Gobelsburg.
- Schloss Haindorf
- Schloss Schiltern mit Modelleisenbahn-Schauanlage
- Katholische Pfarrkirche Gobelsburg Mariä Geburt
- Katholische Pfarrkirche Langenlois hl. Laurentius: Gotischer Stil, Langhaus im Kern romanisch, hölzerne Flachdecke, Basilikaform durch zwei Seitenschiffe, erhöhtes Presbyterium mit Spitzbogengewölbe; gotischer Altarschrein mit fünf weiblichen Heiligenfiguren; Flügel vom Maler Helmut Kies 1964 ergänzt: Szenen aus dem Leben des heiligen Laurentius. Der Turm am östlichen Ende des südlichen Seitenschiffes, 1754–1756 erhöht (56 m) und barockisiert, ist im Besitz der Gemeinde. Beim Glockenspiel ist ein Mobilfunksender untergebracht. 1959/60 erfolgte eine umfassende Renovierung und Rückführung des Kirchenbaues in den gotischen Bauzustand. 1982 wurde ein Karnergewölbe unter dem Presbyterium entdeckt.
- Katholische Pfarrkirche Mittelberg in Niederösterreich hl. Wolfgang
- Katholische Pfarrkirche Schiltern hl. Pankratius
- Katholische Pfarrkirche Zöbing hl. Martin
- Katholische Filialkirche hl. Nikolaus: Gotischer Saalbau mit romanischem Kern und spätgotischem Seitenschiff, 15. Jahrhundert.
- Bürgerhäuser; teils mit Arkadenhöfen aus der Renaissancezeit
- Dreifaltigkeitssäule bzw. Pestsäule (1713) auf dem Kornplatz mit Pestheiligen in ganzfiguriger Ausführung und in Reliefdarstellung vom Bildhauer Andreas Krimmer.
- Stiegenhaus Langenlois
- Heimatmuseum mit bedeutenden ur- und frühgeschichtliche Exponaten.
- Kamptalwarte; 1897 errichteter Aussichtsturm auf dem Heiligenstein.
- Kunstwerke „ohne Namen“; am Käferberg und in der Kellergasse vor dem Loisium
- Arche Noah
- Erlebnisgärten Kittenberger in Schiltern
- Schaugärten der Gartenbauschule Langenlois
- LOISIUM Kellerwelt; Bau des US-amerikanischen Architekten Steven Holl

## Wirtschaft und Infrastruktur

Sonderstempel in Form eines „Wein-Römer-Glases“ Stempeldaten: 3550 Langenlois 15. August 1973

Im Jahr 2001 gab es 286 nichtlandwirtschaftliche Arbeitsstätten, sowie 515 land- und forstwirtschaftliche Betriebe (Erhebung 1999). Die Volkszählung 2001 ergibt 3.041 Erwerbstätige am Wohnort, dies ist eine Erwerbsquote von 45,09 %.
Der wichtigste Wirtschaftszweig ist sowohl in Langenlois selbst als auch in den einzelnen Orten der Gemeinde der Weinbau. Langenlois ist die größte weinbautreibende Stadt Österreichs.

### Verkehr
- Straße: Langenlois wird von der Kamptalstraße (B34) durchquert.
- Bahn: Die Stadtgemeinde liegt an der Kamptalbahn. Die ÖBB betreiben den Bahnhof Langenlois und die Bedarfshaltestellen Gobelsburg und Zöbing/Kamp.
- Bus: Die Linie 102 (St. Pölten-Waidhofen an der Thaya) des Wieselbusses fährt mehrmals täglich die Haltestelle Langenlois Kreisverkehr an. Das Linienbusunternehmen N-Bus fährt im Stadtgebiet von Langenlois verschiedene Haltestellen der Linien 705 (nach Rastenfeld), 710 (nach Krems an der Donau), 712 (nach Schiltingeramt), 713 (nach See bei Schönberg) und 714 (nach Kammern) an. Der 115,6 Kilometer lange Kamptalweg mit seinem Ausgangspunkt in Altenwörth und seinem Zielpunkt in Zwettl führt durch Langenlois.

### Bildung
- Gartenbauschule Langenlois

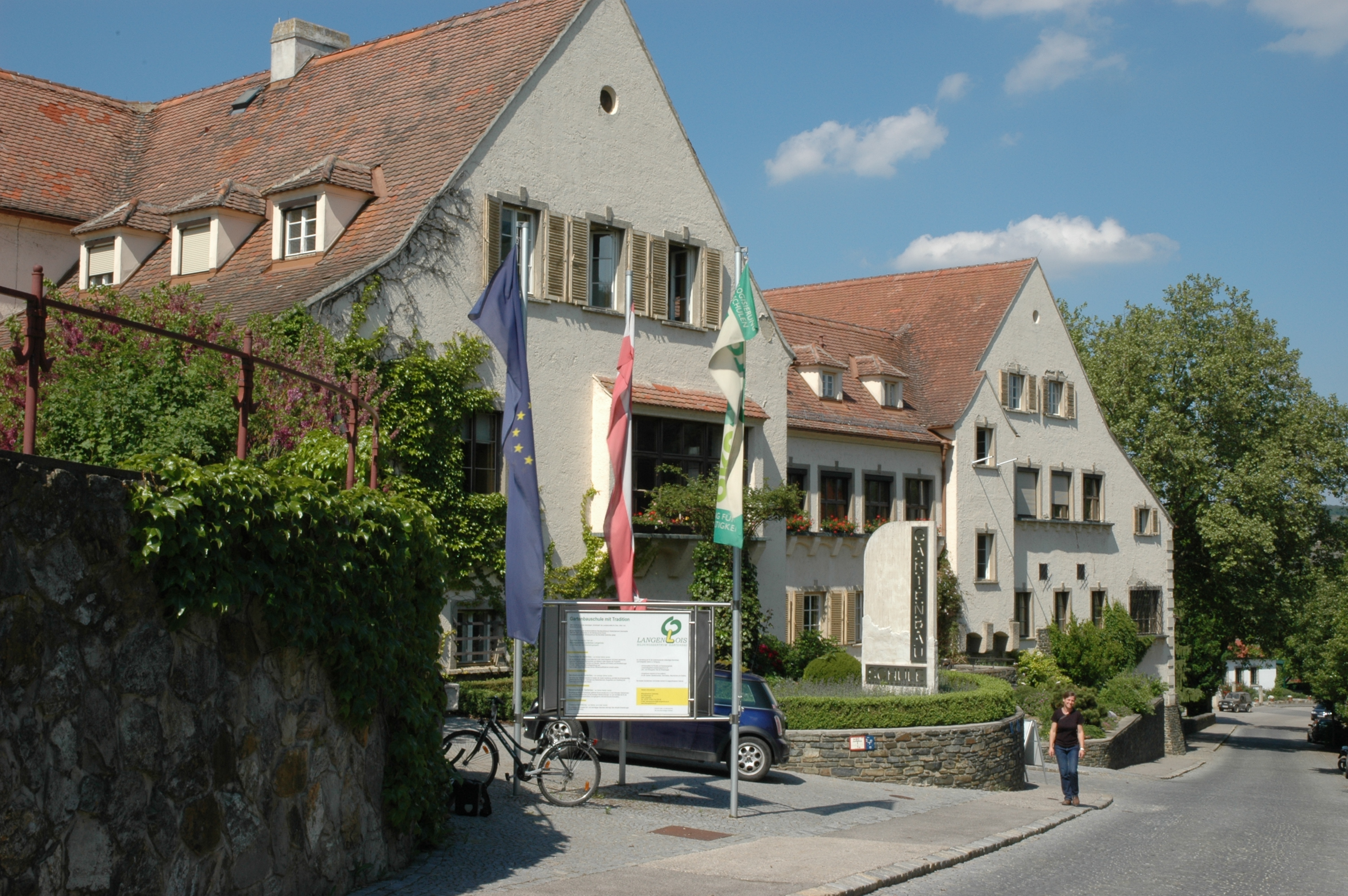
Gartenbauschule Langenlois

- Landesberufschule für das Baugewerbe
- Josef Rucker Volksschule Langenlois
- Gartendorfschule Volksschule Schiltern
- Neue Mittelschule Langenlois
- Musikmittelschule Langenlois
- WISO Fachschule für Sozialberufe Langenlois
- Höhere Lehranstalt für Sozialmanagement[4]

## Politik

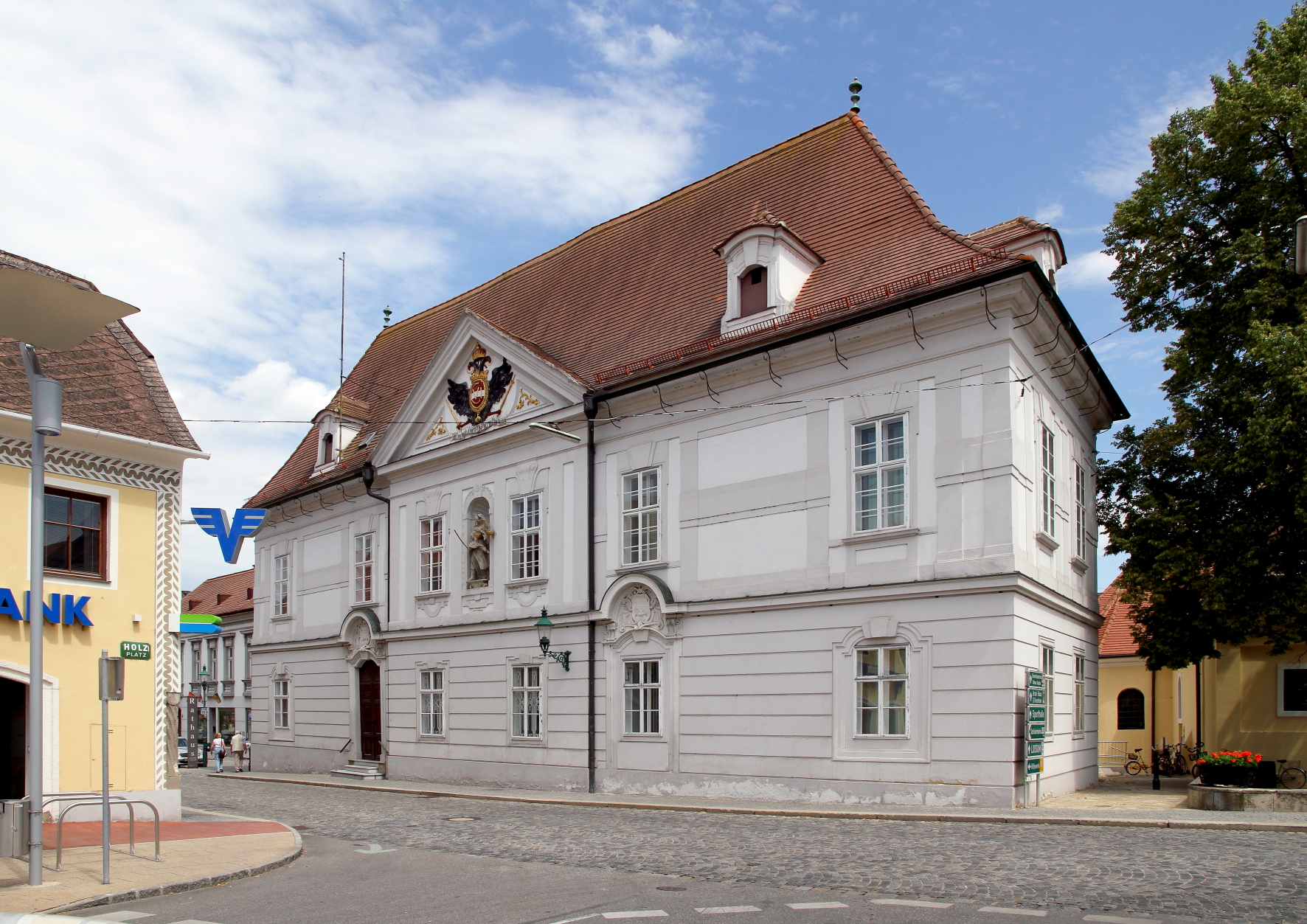
Rathaus Langenlois

### Gemeinderat
Der Gemeinderat hat 33 Mitglieder.
- Mit den Gemeinderatswahlen in Niederösterreich 1990 hatte der Gemeinderat folgende Verteilung: 16 ÖVP, 5 SPÖ, 5 Unabhängige Überparteiliche, Ideologiefreie Gemeinschaftsliste Langenlois (OPAL) und 3 FPÖ. (29 Mitglieder)
- Mit den Gemeinderatswahlen in Niederösterreich 1995 hatte der Gemeinderat folgende Verteilung: 18 ÖVP, 4 SPÖ, 2 FPÖ, 2 Namensliste Bärtl, 2 OPAL und 1 Demokratie Aktiv.[5]
- Mit den Gemeinderatswahlen in Niederösterreich 2000 hatte der Gemeinderat folgende Verteilung: 17 ÖVP, 5 SPÖ, 5 FPÖ-OPAL, 1 Grüne und 1 Namensliste Bärtl.[6]
- Mit den Gemeinderatswahlen in Niederösterreich 2005 hatte der Gemeinderat folgende Verteilung: 12 ÖVP, 8 SPÖ, 6 FPÖ-OPAL und 3 Grüne.[7]
- Mit den Gemeinderatswahlen in Niederösterreich 2010 hatte der Gemeinderat folgende Verteilung: 20 ÖVP, 4 SPÖ, 3 Grüne und 2 FPÖ-OPAL.[8] (29 Mitglieder)
- Mit den Gemeinderatswahlen in Niederösterreich 2015 hatte der Gemeinderat folgende Verteilung: 20 ÖVP, 5 Grüne, 4 SPÖ und 4 FPÖ.[9]
- Mit den Gemeinderatswahlen in Niederösterreich 2020 hatte der Gemeinderat folgende Verteilung: 19 ÖVP, 5 Grüne, 5 SPÖ und 4 FPÖ.[10]
- Mit den Gemeinderatswahlen in Niederösterreich 2025 hat der Gemeinderat folgende Verteilung: 18 ÖVP, 6 FPÖ, 5 SPÖ und 4 Grüne.[11]

### Bürgermeister
- 1905–1911 Anton Zöhrer
- 1911–1913 Johann Krumpöck
- 1913–1919 Johann Mayr
- 1919–1924 August Harrer
- 1924–1938 Anton Wöber (Stadterhebung 1925)
- 1938 Johann Hamböck[12]
- 1938–1939 Hans Berger
- 1939–1943 Eduard Sachseneder
- 1943 Johann Hamböck
- 1943–1945 Anton Weingartner
- 1945–1960 August Kargl (ÖVP)
- 1960–1970 August Sachseneder (ÖVP)
- 1970–1980 Josef Rucker (ÖVP)
- 1980–1990 Johann Sauberer (ÖVP)[13]
- 1990–2008 Kurt Renner (ÖVP)
- 2008–2018 Hubert Meisl (ÖVP)
- seit 2018 Harald Leopold (ÖVP)[14]

### Wappen
Blasonierung: „Ein roter, der Quere nach von einem natürlichen Bache durchzogener Schild. In seinem oberen Teile ein flacher, grün begraster, von einem natürlichen Kornfelde bestandener Berg. Im unteren Schildesteile erhebt sich aus dem Fußrande ein grüner Weinberg. Auf dem Hauptrande des von einer ornamentierten bronzefarbenen Einfassung umgebenen Schildes ruht eine silberne Mauerkrone mit fünf sichtbaren Zinnen.“

### Städtepartnerschaften
Langenlois unterhält folgende Städtepartnerschaft:
- Kufstein (Österreich)

## Persönlichkeiten

### Söhne und Töchter der Gemeinde
- Leonore Ehn (1888–1978), Schauspielerin, wurde in Langenlois geboren.
- Johann Endl (1897–1960), niederösterreichischer Landtagsabgeordneter, wurde in Langenlois geboren
- Heinrich Fürnkranz (1828–1896), Kaufmann, Bürgermeister und Abgeordneter zum Abgeordnetenhaus
- Karl Gerhardt (1869–1931), Schauspieler und Regisseur
- Hans Hoffer (1823–1891), Turner und Hochschullehrer
- Konrad Höfinger (1886–1938), nationalsozialistischer Politiker und niederösterreichischer Landtagsabgeordneter, wurde in Langenlois geboren.
- Anna Höllerer (* 1953), Politikerin und Nationalratsabgeordnete, wurde im Ortsteil Gobelsburg geboren.
- Anton Hrodegh (1875–1926), Prähistoriker und Förderer des Kamptalmuseums
- August Kargl (1898–1960), Politiker und niederösterreichischer Landeshauptmann-Stellvertreter, wurde in Langenlois geboren und war dort Bürgermeister.
- Gunda König (* 1945), Schauspielerin und Sängerin, wurde in Langenlois geboren.
- Josef Leopold (1889–1941), Gauleiter Niederdonau und Landesleiter der NSDAP, wurde in Langenlois geboren.
- Johann Pettenauer (1902–1985), österreichischer Politiker und niederösterreichischer Landtagsabgeordneter, wurde im Ortsteil Gobelsburg geboren.
- Elisabeth Stadler (* 1961), Managerin, Aufsichtsrätin, wurde in Langenlois geboren.
- Werner Vasicek (1939–2013), Heimatforscher und Paläontologe, wurde in Langenlois geboren.
- Irmie Vesselsky (* 1984), Singer-Songwriterin und Pianistin, wurde im Ortsteil Schiltern geboren.
- Anton Weichselbaum (1845–1920), Pathologe und Bakteriologe, wurde im Ortsteil Schiltern geboren.

### Personen mit Bezug zur Gemeinde
- Anton Hrodegh (1875–1926), Pfarrer, Prähistoriker und Gründer des Kamptalmuseums